# Parkettierung
In der Mathematik bezeichnet Parkettierung (auch Kachelung, Pflasterung oder Flächenschluss) die lückenlose und überlappungsfreie Überdeckung der (euklidischen) Ebene durch gleichförmige Teilflächen. Das Konzept kann auch auf höhere Dimensionen erweitert werden.
Bei praktischen Anwendungen und in der Theorie wird die Überdeckung mit Hilfe von einem oder mehreren möglichst einfachen Polygonen (Vielecken) bevorzugt, im Englischen wird dieses Vorgehen auch Tiling oder Tessellation (englisch für „Mosaik“) genannt. Wenn z. B. in einer technischen Anwendung ein großes Blech in Teilflächen (Werkstücke) aufzuteilen ist, wird versucht, diese so zu gestalten, dass eine Parkettierung durch verschiedene ungleiche Teilflächen vorliegt und kein Abfall entsteht.
Die „zyklische Aufteilung von Flächen“ mit ungleichförmigen Teilflächen (keine Polygone) kommt in der Kunst sehr ausgeprägt z. B. bei M. C. Escher vor.
Analog zur Parkettierung der Ebene (2D) kann auch der drei- oder höherdimensionale Raum unterteilt werden, siehe Raumfüllung.

## Definitionen
Eine Kachel (Parkettstein, Pflasterstein) ist eine abgeschlossene topologische Scheibe in der Ebene. Dadurch werden u. a. Steine mit Löchern und nicht-zusammenhängenden Teilen ausgeschlossen, gelegentlich werden aber auch solche und allgemeinere Steine zugelassen.
Eine Parkettierung (Pflasterung, Kachelung, manchmal auch Mosaik) ist eine (abzählbare) Menge von Kacheln, die sowohl eine Packung (d. h., „kein Punkt der Ebene liegt im Inneren von zwei oder mehr Kacheln“, oder – anders ausgedrückt – „verschiedene Kacheln haben höchstens Randpunkte gemeinsam“) als auch eine Überdeckung (d. h., „jeder Punkt der Ebene gehört zu mindestens einer Kachel“) ist.
Häufig schränkt man den Begriff noch weiter ein, indem man z. B. fordert, dass alle Kacheln homöomorph zur abgeschlossenen Kreisscheibe sind (damit insbesondere kompakt und einfach zusammenhängend), oder aber, dass jede Kachel kongruent zu einem Element einer endlichen Auswahl von Kacheln (den sogenannten „Proto-Kacheln“) ist, dass also nur endlich viele verschiedene Kacheln auftreten.

## Monohedrale Parkettierung
Falls in einer Parkettierung alle Kacheln untereinander kongruent sind, nennt man die Zerlegung monohedral. In einem solchen Fall kann man eine beliebige der Kacheln herausgreifen und als Protokachel bezeichnen. Gibt es zu einer Form (Protokachel) eine monohedrale Parkettierung der Ebene, sagt man auch kurz „die Protokachel parkettiert“.

## Periodische Parkettierungen

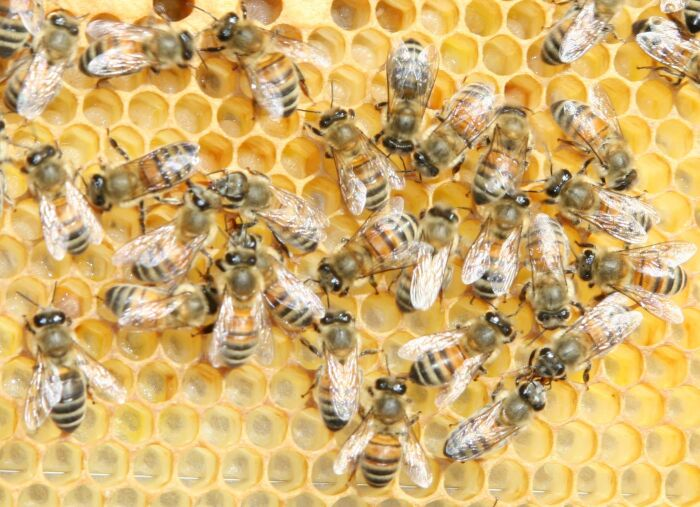
Abb. 1: Bienenwaben bilden ein Sechseckgitter

Eine Kongruenzabbildung (euklidische Bewegung) der Ebene, die jede Kachel einer Parkettierung wieder auf eine Kachel abbildet, heißt „Symmetrie“ der Parkettierung. Die Menge aller Symmetrien heißt Symmetriegruppe (der Parkettierung). Sie ist eine Untergruppe der Gruppe {\displaystyle {\rm {E(2)}}} der euklidischen Bewegungen der Ebene. Enthält die Symmetriegruppe einer Parkettierung zwei linear unabhängige Verschiebungen, so heißt die Parkettierung „periodisch“ und die entstehende Symmetriegruppe ebene kristallographische Gruppe, von denen es genau 17, die sogenannten Tapetenmustergruppen, gibt.
Wenn man gewisse Anforderungen an die in einer Parkettierung verwendeten Grundformen und ihre Anordnung stellt, ergeben sich Spezialfälle, für die man dann alle möglichen Parkettierungen angeben kann.
Die insgesamt 17 Möglichkeiten, dass regelmäßige Vielecke an einer Ecke, einem sogenannten Knotenpunkt zusammenstoßen und dabei zusammen einen Winkel von 360° bilden, ergeben sich aus folgender Überlegung:
Die Summe der Innenwinkel von {\displaystyle k} an einer Ecke zusammenstoßenden Vielecken mit den Eckenanzahlen {\displaystyle n_{1}} bis {\displaystyle n_{k}} beträgt 360°, also:
{\displaystyle 180^{\circ }\left(1-{\frac {2}{n_{1}}}\right)+180^{\circ }\left(1-{\frac {2}{n_{2}}}\right)+...+180^{\circ }\left(1-{\frac {2}{n_{k}}}\right)=360^{\circ }}
Hieraus erhält man nach elementaren algebraischen Umformungen:
{\displaystyle {\frac {1}{n_{1}}}+{\frac {1}{n_{2}}}+\dotsb +{\frac {1}{n_{k}}}={\frac {k}{2}}-1}
Man unterscheidet nun für verschiedene Fälle für {\displaystyle k} die Lösungs-k-Tupel dieser Gleichung.
Fall 1: {\displaystyle k=3}
Drei Vielecke stoßen an einem Knotenpunkt zusammen.
{\displaystyle {\frac {1}{n_{1}}}+{\frac {1}{n_{2}}}+{\frac {1}{n_{3}}}={\frac {1}{2}}} hat die zehn Lösungen
(3, 7, 42), (3, 8, 24), (3, 9, 18), (3, 10, 15), (3, 12, 12), (4, 5, 20), (4, 6, 12), (4, 8, 8), (5, 5, 10), (6, 6, 6).
Fall 2: {\displaystyle k=4}
Vier Vielecke stoßen an einem Knotenpunkt zusammen.
{\displaystyle {\frac {1}{n_{1}}}+{\frac {1}{n_{2}}}+{\frac {1}{n_{3}}}+{\frac {1}{n_{4}}}=1} hat die vier Lösungen
(3, 3, 4, 12), (3, 3, 6, 6), (3, 4, 4, 6), (4, 4, 4, 4).
Fall 3: {\displaystyle k=5}
Fünf Vielecke stoßen an einem Knotenpunkt zusammen.
{\displaystyle {\frac {1}{n_{1}}}+{\frac {1}{n_{2}}}+{\frac {1}{n_{3}}}+{\frac {1}{n_{4}}}+{\frac {1}{n_{5}}}={\frac {3}{2}}} hat die beiden Lösungen
(3, 3, 3, 3, 6), (3, 3, 3, 4, 4).
Fall 4: {\displaystyle k=6}
Sechs Vielecke stoßen an einem Knotenpunkt zusammen.
{\displaystyle {\frac {1}{n_{1}}}+{\frac {1}{n_{2}}}+{\frac {1}{n_{3}}}+{\frac {1}{n_{4}}}+{\frac {1}{n_{5}}}+{\frac {1}{n_{6}}}=2} hat die Lösung
(3, 3, 3, 3, 3, 3).

### Platonische Parkettierungen
Ist nur ein regelmäßiges Polygon als Kachel zugelassen und wird weiter eingeschränkt, dass die Kacheln Kante an Kante angeordnet werden müssen, ergeben sich genau drei mögliche Parkettierungen der Ebene, die platonische oder reguläre Parkettierungen genannt werden:

Dreiecksgitter
Quadratgitter
Sechseckgitter – wird auch Bienenwabenmuster genannt

Johannes Kepler war der erste, der diese Parkettierungen untersuchte und erkannte, dass sie ein Analogon zu den regulären Polyedern darstellen.

### Archimedische Parkettierungen
Dürfen als Grundform beliebige regelmäßige n-Ecke mit gleicher Kantenlänge verwendet werden, so ergeben sich bei Beibehaltung der Kante-an-Kante-Regel und der Einschränkung, dass an jedem Punkt, an dem die Ecken zusammenstoßen, immer die gleiche Kombination von Vielecken (Anzahl und Reihenfolge) zusammenstoßen muss, genau acht weitere mögliche Parkettierungen – die archimedischen, semiregulären oder 1-uniformen Parkettierungen der Ebene:
- 2 Parkettierungen aus Dreiecken und Quadraten
- 2 Parkettierungen aus Dreiecken und Sechsecken
- 1 Parkettierung aus Dreiecken, Quadraten und Sechsecken
- 1 Parkettierung aus Dreiecken und Zwölfecken
- 1 Parkettierung aus Achtecken und Quadraten
- 1 Parkettierung aus Quadraten, Sechsecken und Zwölfecken

3-3-3-4-4
3-3-4-3-4
3-6-3-6
3-3-3-3-6 (zwei gespiegelte Varianten)
3-4-6-4
3-12-12
4-8-8
4-6-12

### Semireguläre Parkettierungen
Parkettierungen, für die zwar als Grundform beliebige regelmäßige n-Ecke mit gleicher Kantenlänge verwendet werden und die die Kante-an-Kante-Regel einhalten, bei denen aber an den Punkten, an denen die Ecken zusammenstoßen, eine von zwei möglichen Kombinationen von Vielecken (Anzahl und Reihenfolge) auftritt, nennt man semireguläre oder 2-uniforme Parkettierungen, zum Beispiel:
- Parkettierung aus Dreiecken und Quadraten (anderes Muster als bei den entsprechenden archimedischen Parketten)
- Parkettierung aus Dreiecken und Sechsecken (anderes Muster als bei den entsprechenden archimedischen Parketten)
- Parkettierung aus Dreiecken, Quadraten und Sechsecken (anderes Muster als bei den entsprechenden archimedischen Parketten)
- Parkettierung aus Dreiecken, Quadraten und Zwölfecken
- Parkettierung aus Dreiecken, Quadraten, Sechsecken und Zwölfecken

Es gibt insgesamt 20 semireguläre Parkettierungen.

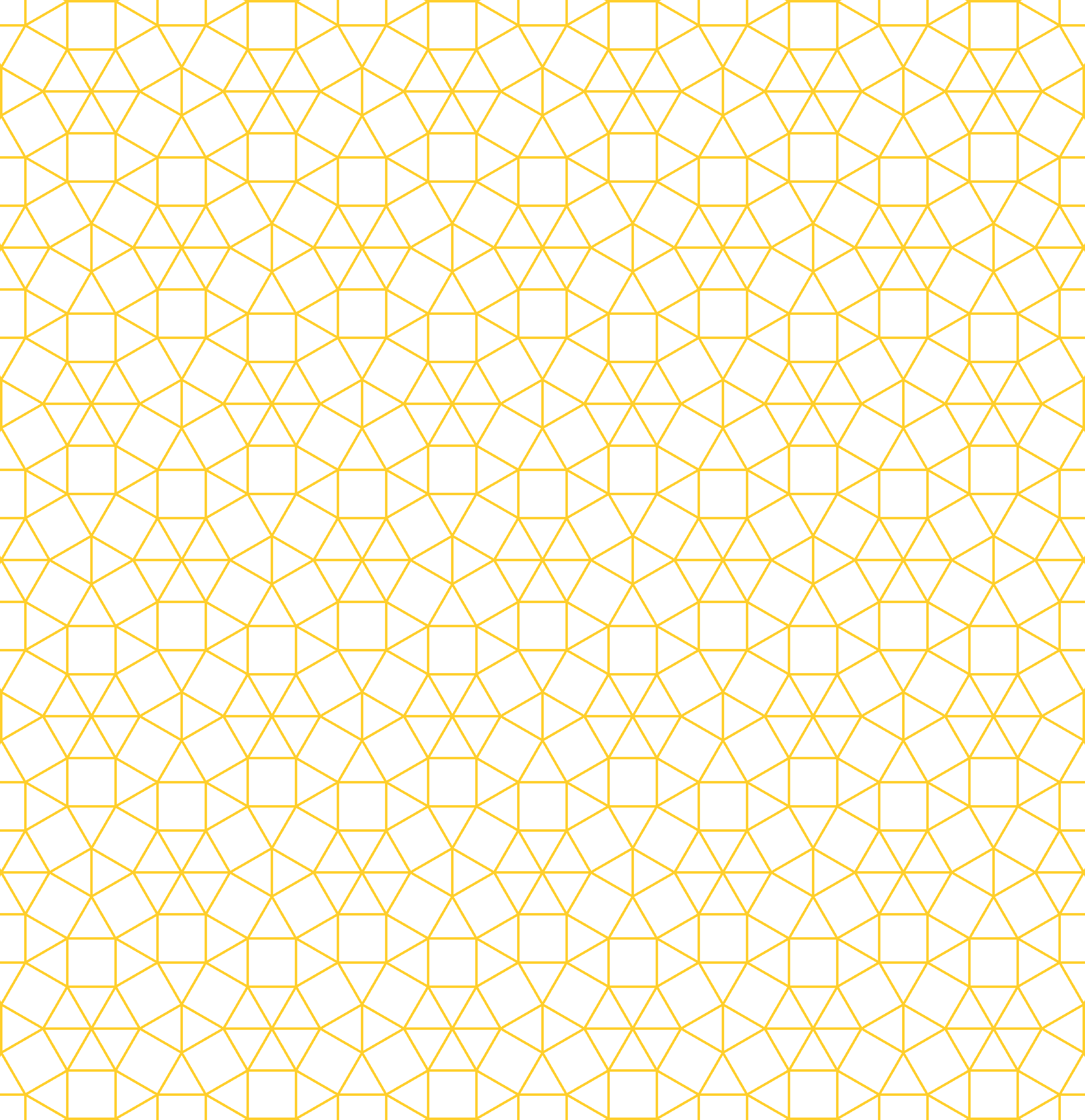
3-3-4-3-4 und 3-3-3-3-3-3 (Typ 1)
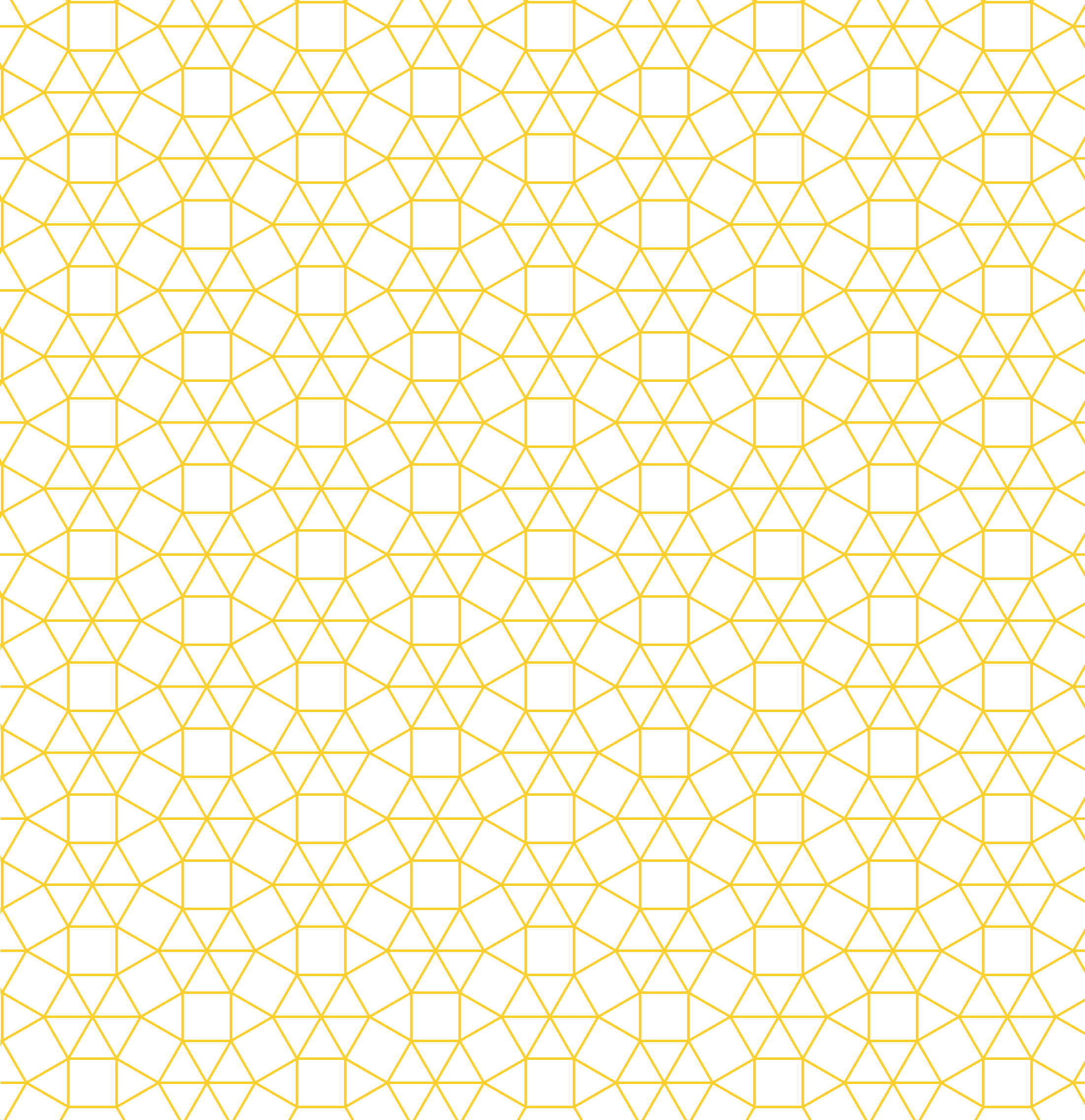
3-3-4-3-4 und 3-3-3-3-3-3 (Typ 2)
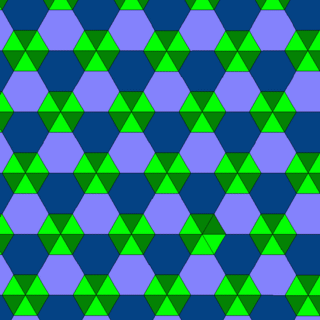
3-3-6-6 und 3-3-3-3-3-3
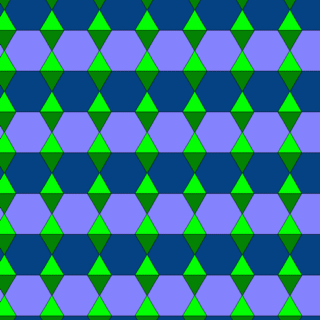
3-3-6-6 und 3-6-3-6
3-4-4-6 und 3-6-3-6
3-3-4-12 und 3-3-3-3-3-3

### Duale Parkettierungen
Jede platonische Parkettierung ist dual zu einer anderen platonischen Parkettierung. Jede archimedische Parkettierung ist dual zu einer dual-archimedischen Parkettierung, die aus kongruenten Polygonen besteht. Die Seitenlängen dieser Polygone sind die Summe der Inkreisradien der ursprünglichen benachbarten regelmäßigen Polygone. Die Ecken dieser Polygone sind die Mittelpunkte der ursprünglichen Polygone. Die Kanten verbinden benachbarte Mittelpunkte und halbieren daher die ursprünglichen Kanten und schneiden sie orthogonal. Die ursprünglichen Ecken sind die Mittelpunkte der Inkreise der Polygone. Der Inkreisradius ist die halbe Länge der ursprünglichen Kanten. Die Innenwinkel sind gleich 360°/n, wobei n die Anzahl der Ecken des ursprünglichen Polygons ist. In den hier aufgeführten Darstellungen bezieht sich die Farbe der Teilfläche auf die Eckenzahl (3: gelb, 4: rot, 5: türkis, 6: grün, 8: orange und 12: blau).
| Platonische oder archimedische Parkettierung | Duale Parkettierung |
| -------------------------------------------- | ------------------- |
|                                              |                     |
|                                              |                     |
|                                              |                     |
|                                              |                     |
|                                              |                     |
|                                              |                     |
|                                              |                     |
|                                              |                     |
|                                              |                     |
|                                              |                     |
|                                              |                     |

### Homogene Parkettierungen

#### Definition
Eine Parkettierung heißt homogen, wenn sie folgende Eigenschaften besitzt:
- Die Figuren sind regelmäßige Vielecke.
- Die Vielecke berühren sich an den Seiten.
- Die Vielecke haben gemeinsame Knotenpunkte.
- An jedem Knotenpunkt stößt dieselbe Anordnung von Vielecken zusammen. Man bezeichnet solche Knotenpunkte als kongruent.

Damit sind sowohl die platonischen als auch die archimedischen Parkettierungen homogen.

#### Gegenbeispiele

Nicht-homogene Parkettierung: keine kongruenten Knotenpunkte

Nicht-homogene Parkettierung: keine gemeinsamen Knotenpunkte

- Die abgebildete einer Ziegelsteinmauer ähnelnde Parkettierung ist nicht homogen, da es keine gemeinsamen Knotenpunkte gibt.
- Die abgebildete aus gleichseitigen Dreiecken, Quadraten und regelmäßigen Zwölfecken bestehende Parkettierung ist ebenfalls nicht homogen, da man um den Knoten A die Anordnung Dreieck-Dreieck-Quadrat-Zwölfeck findet, jedoch um den Knoten B sechs Dreiecke, also sind die Knotenpunkte A und B nicht kongruent.[8]

### Parkettierungen mit Quadraten und Parallelogrammen
Die Mittelpunkte der auf den Seiten eines Parallelogramms errichteten Quadrate sind Eckpunkte eines neuen Quadrats (Figur 1).
Somit kann die Parkettierung der Ebene mit Quadraten und Parallelogrammen überdeckt werden mit einer Parkettierung aus diesen neuen Quadraten.

Figur 1: Parkettierung mit Quadraten und Parallelogrammen mit überlagerter Quadrat-Parkettierung

### Parkettierungen mit Rechtecken und Sehnenvierecken
Errichtet man über jeder Seite eines Sehnenvierecks ein Rechteck so, dass die andere Rechtecksseite jeweils so lang ist wie die gegenüberliegende Seite des Sehnenvierecks, so sind die Diagonalenschnittpunkte dieser vier Rechtecke die Eckpunkte eines weiteren Rechtecks (Figur 2).
Somit kann die Parkettierung der Ebene mit Rechtecken und Sehnenvierecken überdeckt werden mit einer Parkettierung aus diesen neuen Rechtecken.

Figur 2: Parkettierung mit Rechtecken und Sehnenvierecken mit überlagerter Rechtecksparkettierung

### Parkettierungen mit unregelmäßigen Vierecken

Figur 3: Parkettierung mit konvexen Vierecken

Figur 4: Parkettierung mit konkaven Vierecken

Die Ebene kann mit kongruenten Vierecken jeder Form parkettiert werden. Überdeckt man eine solche Parkettierung mit einer Parkettierung aus geeigneten kongruenten Parallelogrammen, so lässt sich hieraus eine Beziehung zwischen den Flächenmaßzahlen eines einzelnen Vierecks und eines einzelnen Parallelogramms herleiten.
Figur 3 stellt eine Parkettierung mit konvexen und Figur 4 eine Parkettierung mit konkaven unregelmäßigen Vierecken dar, die jeweils mit einer Parkettierung aus kongruenten Parallelogrammen überdeckt sind.
Jedes Parallelogramm in Figur 3 oder Figur 4 setzt sich aus je zwei Flächenstücken eines blauen und eines roten Vierecks zusammen. Da die Vierecke kongruent zueinander sind, hat jedes Parallelogramm die doppelte Flächenmaßzahl eines der Vierecke.
Als Fazit gilt unter Berücksichtigung der Vierecksdiagonalen folgende Aussage:
Sind die Seiten eines Parallelogramms parallel und gleich lang zu den Diagonalen eines Vierecks, so ist die Flächenmaßzahl des Parallelogramms doppelt so groß wie die des Vierecks.

### Parkettierungen mit sonstigen unregelmäßigen Polygonen
Parkettierungen sind auch mit anderen unregelmäßigen Polygonen möglich. Beispiele sind:
- Parkettierung mit Fünfecken, wie das Cairo tiling
- Parkettierung mit Sechsecken und Fünfecken, wie die Grazebrook-Parkettierung[13]

Der niederländische Künstler M. C. Escher ist bekannt für seine Parkettierungen mit exotischen Figuren.

Rauten mit je zwei 60°-Winkeln und je zwei 120°-Winkeln
Deltoide mit je zwei rechten Winkeln und je einem von der Symmetrieachse geschnittenen 60°-Winkel
Bisher bekannte 15 Arten der periodischen Parkettierung mit konvexen Fünfecken[14]

### Parkettierungen mit Kreisteilen
Drei Eckpunkte eines Quadrats seien Mittelpunkte dreier Kreise, die durch den Diagonalenschnittpunkt des Quadrates verlaufen. Dann ist das Quadrat flächengleich zu dem von den drei Kreisen begrenzten gelben Bereich.
Die Ebene lässt sich parkettieren mit den gelben Kreisteilen, überdeckt mit einer Parkettierung aus den flächengleichen Quadraten.

Parkettierung mit Kreisteilen, überlagert mit einer Quadratparkettierung

### Isohedrale Parkettierungen und anisohedrale Kacheln

Abb. 2: 1-isohedrale Parkettierung

Eine monohedrale Parkettierung heißt isohedral, wenn es zu je zwei Kacheln der Parkettierung eine Kongruenzabbildung gibt, die die eine Kachel auf die andere abbildet und dabei die Gestalt der gesamten Zerlegung nicht verändert – dieser Begriff wird ganz analog auch in höherdimensionalen Räumen verwendet. Beispiel: In Abbildung 2 kann das grüne in das blaue Rechteck durch eine Punktspiegelung am Mittelpunkt der gemeinsamen Seite, das grüne in das gelbe Rechteck durch eine Drehung um den gemeinsamen Eckpunkt und das grüne in das rote Rechteck durch eine Kombination von beidem überführt werden. In die Nähe der bunten Rechtecke kommt man durch Parallelverschiebung, wie durch die grauen Pfeile angedeutet.
In diesem Fall, wenn also die Gruppe der Kongruenzabbildungen transitiv auf der Parkettierung operiert, besteht die Parkettierung auch aus einer einzigen Bahn. Ist {\displaystyle k} die Anzahl der Bahnen, wird die Parkettierung {\displaystyle k}-isohedral genannt.

Abb. 3: 2-isohedrale Parkettierung

Abb. 4: Eine Parkettierung mit dem Pflasterstein von Heesch. Sie ist nicht isohedral, und es gibt mit ihm keine isohedrale.

In der Parkettierung der Abbildung 3 gibt es keine Kongruenzabbildung, die das dunkelgrüne Rechteck in das dunkelrote überführt. Die Parkettierung besteht aus zwei Bahnen, den grünlichen und den rötlichen Rechtecken, und ist damit 2-isohedral. Ist {\displaystyle k>1}, wird die Parkettierung gelegentlich auch anisohedral genannt. Bei einer Kachel sagt man, sie ist {\displaystyle k}-anisohedral, oder, sie hat die isohedrale Zahl {\displaystyle k} (engl. isohedral number), wenn sie parkettiert und {\displaystyle k}-isohedral ist, aber nicht {\displaystyle m}-isohedral für {\displaystyle m<k}. So gesehen hat das (3:1)-Rechteck der Abbildung 3 die isohedrale Zahl 1, da es mit ihm natürlich auch isohedrale Parkettierungen gibt.
Es gibt aber auch Kacheln, die zwar parkettieren, zu denen es aber überhaupt keine transitive Parkettierung geben kann. Ein Beispiel ist der Pflasterstein von Heinrich Heesch (siehe Abbildung 4), bei dem nach der Gegebenheit der grünen und blauen Kacheln die (gespiegelten) gelben und roten zwar für die Parkettierung erforderlich sind, es aber keine Kongruenzabbildung gibt, die grüne oder blaue Kacheln in gelbe bzw. rote überführen würde. Bspw. können durch eine Achsenspiegelung grüne oder blaue Kacheln in gelbe bzw. rote überführt werden, die Bilder der gelben und/oder roten erfahren dabei aber einen Versatz um 2 Raster, sodass sie nicht mit grünen oder blauen Kacheln zur Deckung zu bringen sind.

## Parkettierungen mit aperiodischen Protokacheln
Sätze von Proto-Kacheln (s. o.), die ausschließlich nichtperiodische Überdeckungen der Ebene zulassen, heißen aperiodisch. Nach neuester Definition wird der Begriff nur auf die Kachelsätze angewandt. Die daraus entstehenden Parkettierungen sind dann jeweils nichtperiodisch. Wenn sich in einem Parkett beliebig große Ausschnitte wiederholen, ohne dass es insgesamt periodisch ist, spricht man von einer quasiperiodischen Parkettierung. Interessante und schöne Beispiele für quasiperiodische Parkettierungen sind die Penrose-Parkettierungen, benannt nach ihrem Entdecker Roger Penrose.
2023 wurde eine aperiodische einzelne Protokachel entdeckt – auch aperiodische Monokachel (= engl.: aperiodic monotile) genannt – deren Existenz seit den Veröffentlichungen von Penrose in den 1970er-Jahren als offenes Problem galt.

Penrose-P1-Parkettierung
Penrose-P2-Parkettierung
Penrose-P3-Parkettierung

## Raumfüllung

Animation der Raumfüllung aus kongruenten Rhombendodekaedern

Animation der Raumfüllung aus kongruenten Oktaederstümpfen

Eine lückenlose Parkettierung des dreidimensionalen Raumes mit Polyedern wird auch als Raumfüllung bezeichnet. Es gibt genau fünf konvexe Polyeder, die nur durch regelmäßige Vielecke begrenzt sind, mit denen sich der Raum aus kongruenten Polyedern einer Art ausfüllen lässt:
- Würfel
- Dreieckiges reguläres Prisma
- Sechseckiges reguläres Prisma
- Verdrehter Doppelkeil (Johnson-Körper J26)
- Oktaederstumpf

Unter den sogenannten catalanischen Körpern ist lediglich das Rhombendodekaeder raumfüllend.

Würfel
Parallelepiped
Dreieckiges reguläres Prisma
Sechseckiges reguläres Prisma
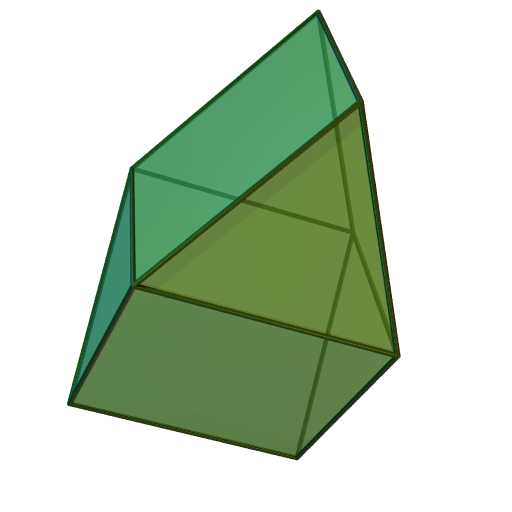
Verdrehter Doppelkeil (Johnson-Körper J26)
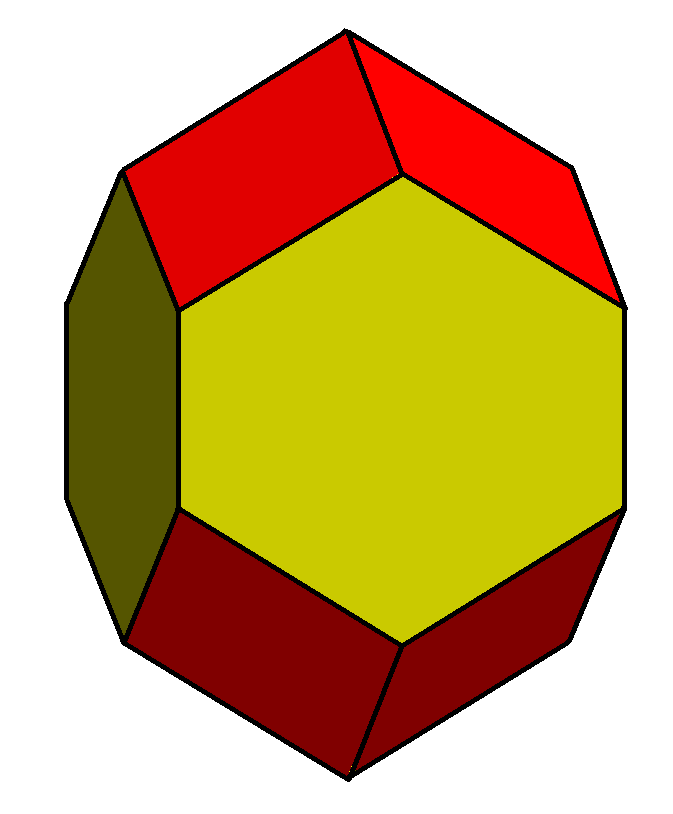
Verlängertes Rhombendodekaeder
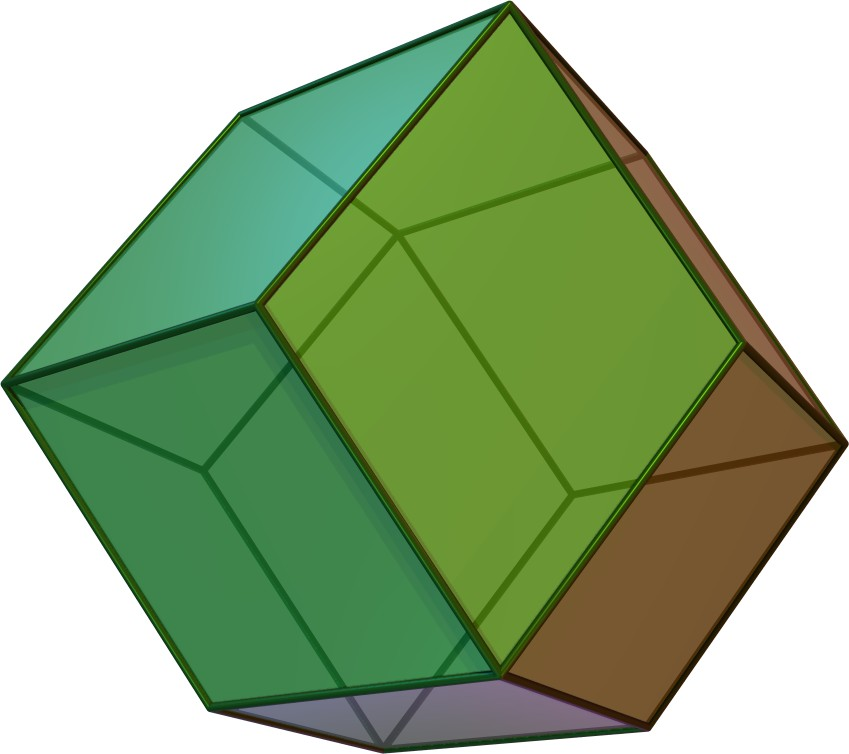
Rhombendodekaeder
Oktaederstumpf

Jewgraf Stepanowitsch Fjodorow klassifizierte 1885 die raumfüllenden Paralleloeder, das heißt Polyeder, die sich durch Translation ineinander überführen lassen (affine Typen konvexer Paralleloeder), und fand im dreidimensionalen Raum fünf:

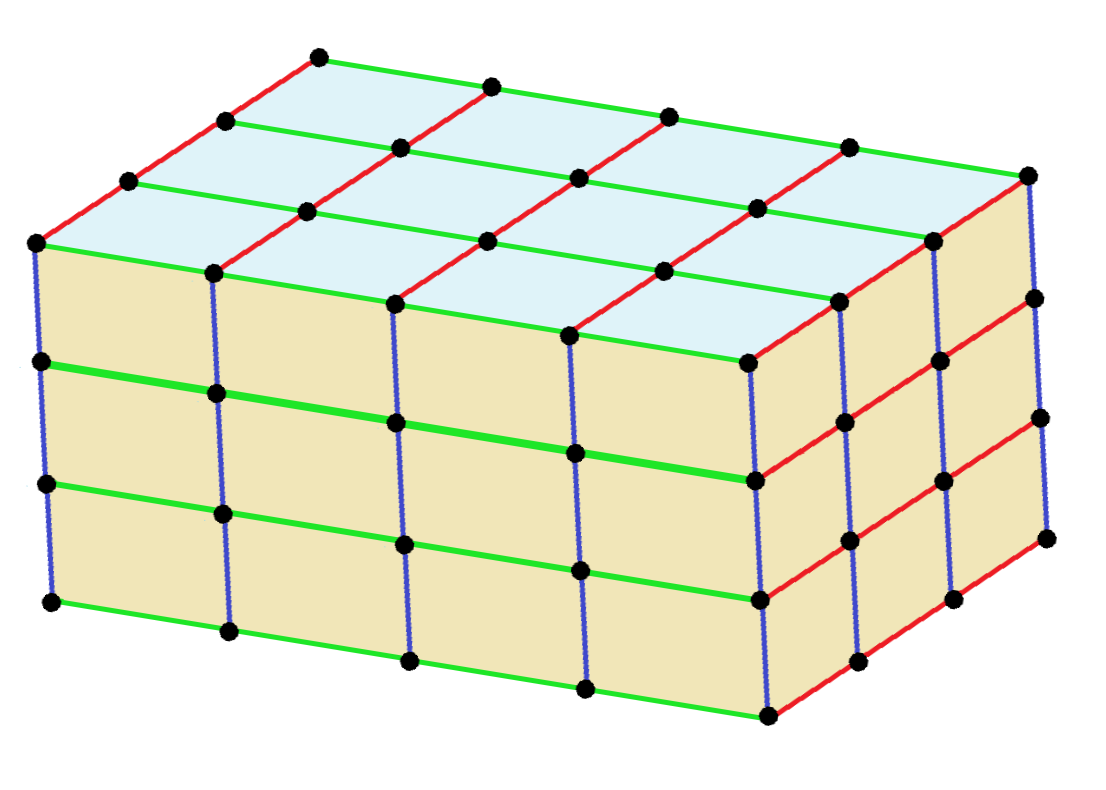
Parallelepiped
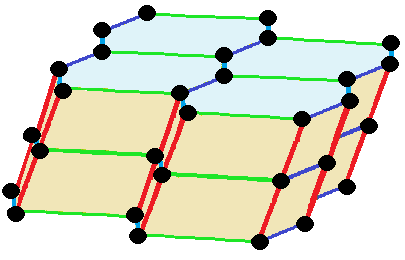
Hexagonales Prisma
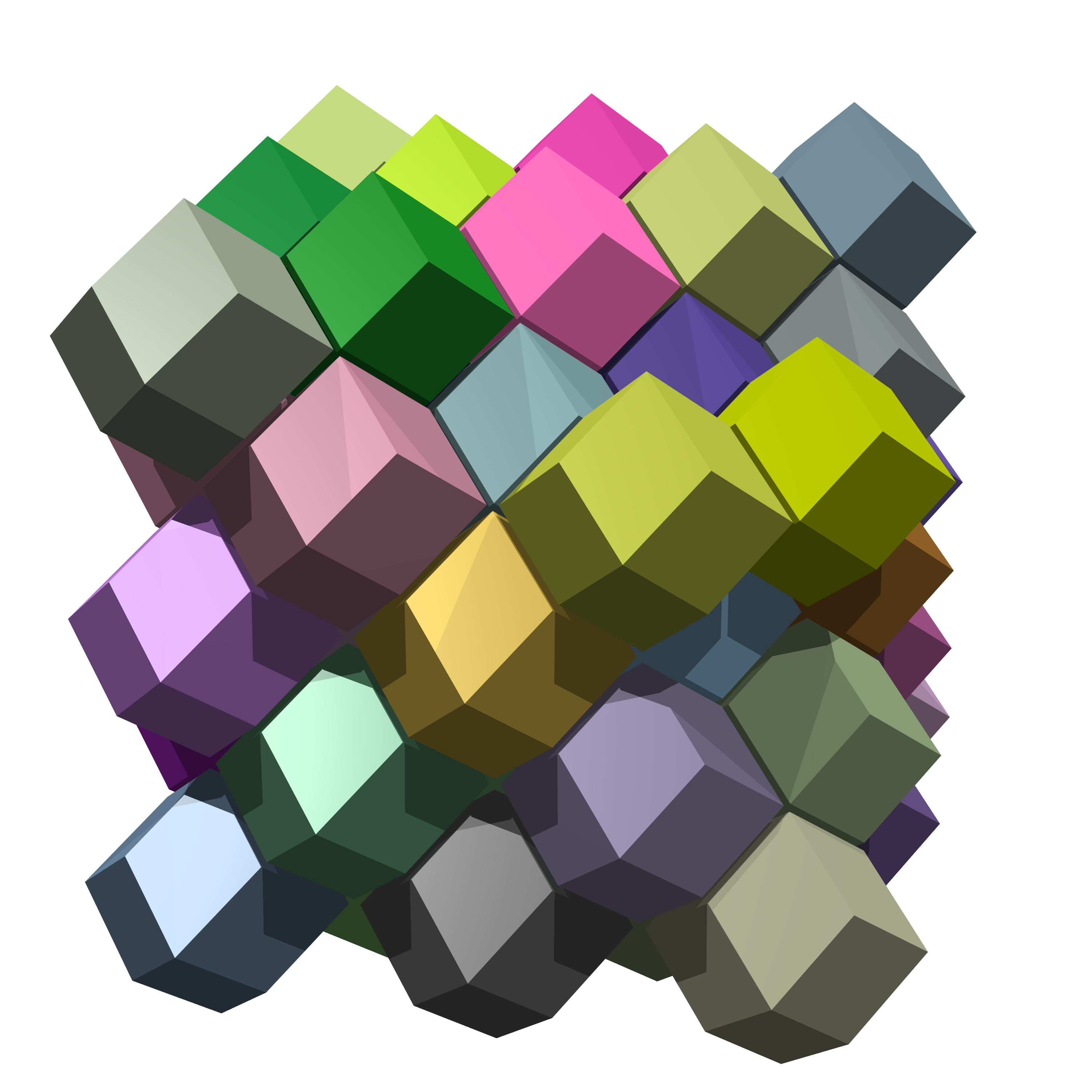
Rhombendodekaeder
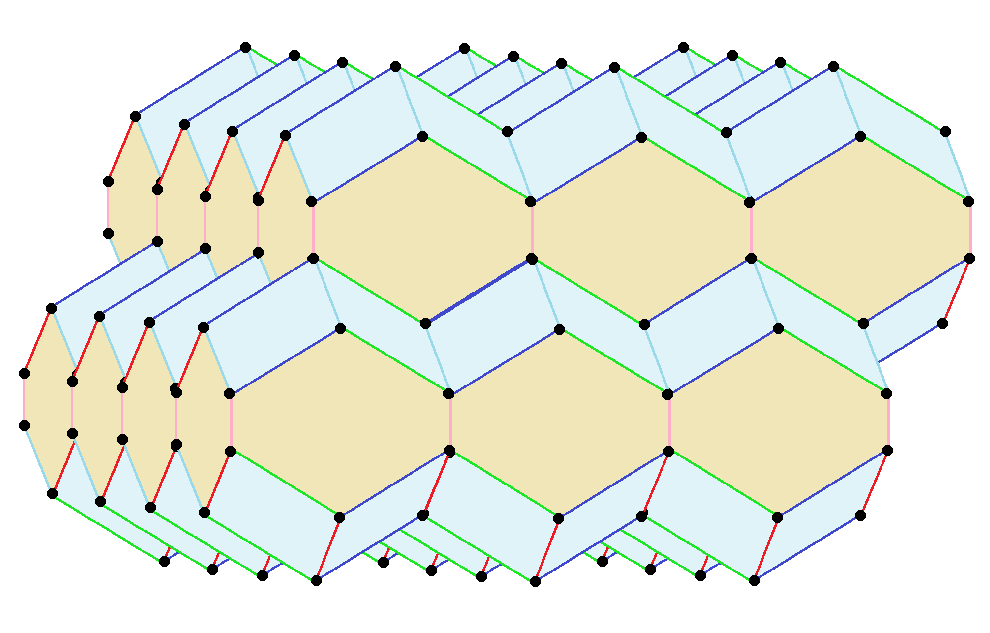
Verlängertes Rhombendodekaeder
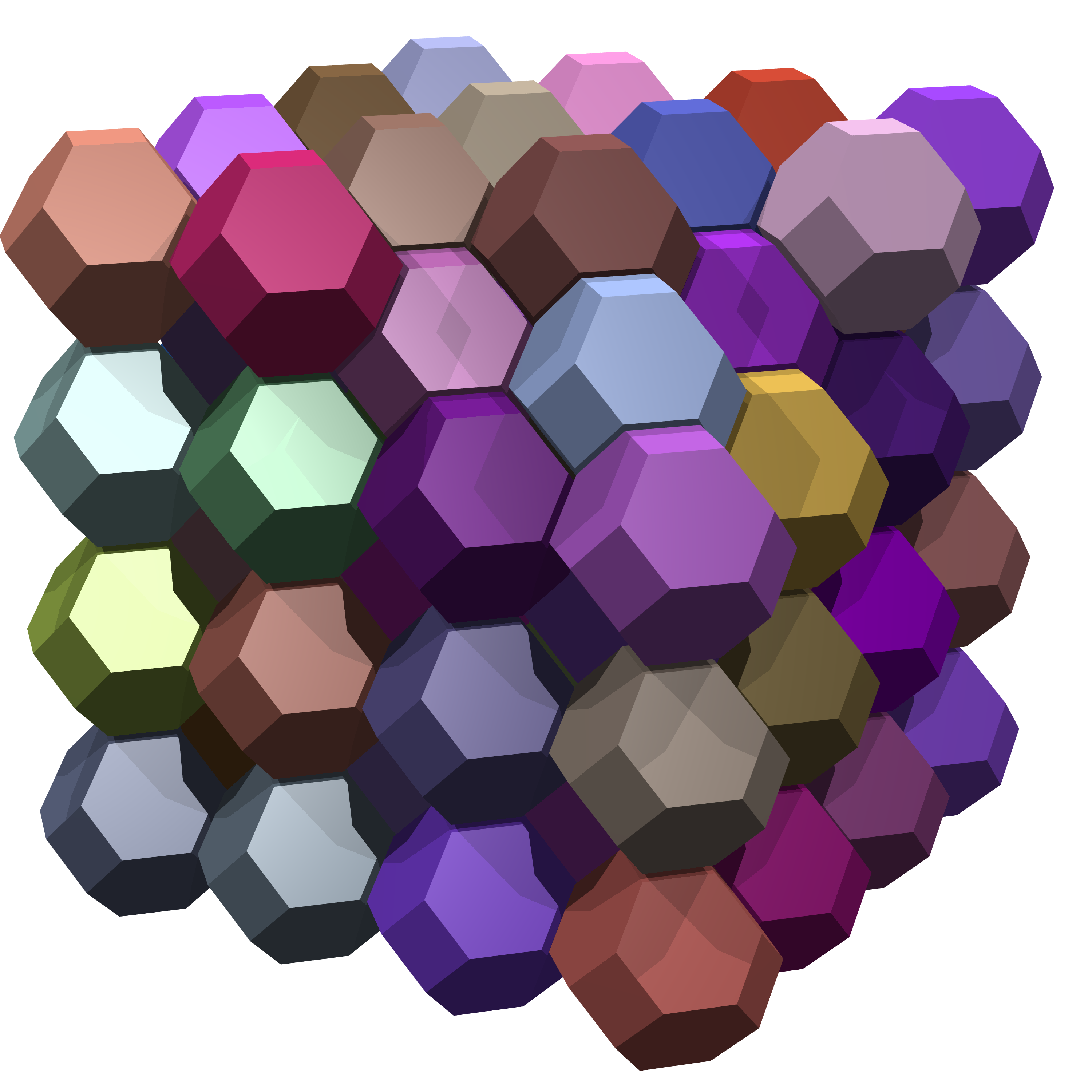
Oktaederstumpf